# Frazier-Inseln
Die Frazier-Inseln sind eine aus vier felsigen Inseln bestehende Inselgruppe vor der Budd-Küste des ostantarktischen Wilkesland. Sie liegen 13 km westnordwestlich der Clark-Halbinsel im östlichen Abschnitt der Vincennes Bay.
Erste Luftaufnahmen entstanden bei der US-amerikanischen Operation Highjump (1946–1947). Das Advisory Committee on Antarctic Names benannte die Inseln 1957 nach Paul Wilson Frazier (1920–2009), Navigator und Projektoffizier der United States Navy bei der Operation Windmill (1947–1948), der später während der ersten Operation Deep Freeze als Einsatzoffizier auf der Station Little America V tätig war.